# Blas Villamor

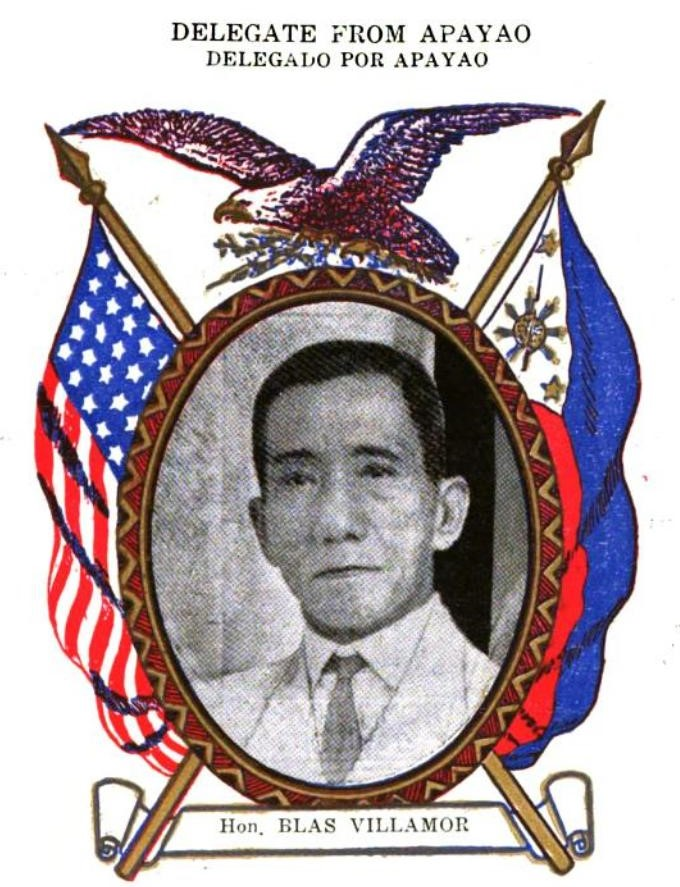
Blas Villamor

Blas Villamor (Bangued, 16 april 1870 - ?) was een Filipijns politicus.

## Biografie
Blas Villamor werd geboren op 16 april 1870 in Bangued in de Filipijnse provincie Abra. Zijn ouders waren Florencio Villamor en Wenceslaoa Borbon. Villamor was de jongere broer van Ignacio Villamor, een rechter in het Filipijns hooggerechtshof, en Juan Villamor, afgevaardigde en senator. Hij rondde een opleiding tot landmeter af in de Filipijnse hoofdstad Manilla. Villamor was kapitein in het Spaanse leger. Tijdens de Filipijnse revolutie sloot hij zich echter aan hij het revolutionaire leger onder leiding van Emilio Aguinaldo waarin hij diende in de rang van kolonel. 
Na de Filipijns-Amerikaanse Oorlog en de overname van de Filipijnse kolonie door de Verenigde Staten was Villamor gouverneur van Abra en Isabela. Ook was hij nog gouverneur van Apayao. In 1934 werd Villamor gekozen tot afgevaardigde van Apayao op de Constitutionele Conventie.
Villamor was getrouwd met Carolina Ostrea en kreeg met haar vijf kinderen.